# Renato Sáinz
Renato Sáinz (14 dicembre 1899 – 28 dicembre 1982) è stato un calciatore boliviano, di ruolo centrocampista.

## Carriera

### Nazionale
Partecipò al Mondiale del 1930 con la Nazionale boliviana.